# El Camalote, Guerrero
El Camalote är en ort i Mexiko.   Den ligger i kommunen Coyuca de Benítez och delstaten Guerrero, i den södra delen av landet, 290 km söder om huvudstaden Mexico City. El Camalote ligger 10 meter över havet och antalet invånare är 267.
Terrängen runt El Camalote är platt åt sydväst, men åt nordost är den kuperad. Havet är nära El Camalote åt sydväst. Runt El Camalote är det ganska glesbefolkat, med 26 invånare per kvadratkilometer. Närmaste större samhälle är Zacualpan, 4,7 km nordväst om El Camalote. I omgivningarna runt El Camalote växer i huvudsak lövfällande lövskog.